# Paul Zimmermann (Historiker)
Ernst Wilhelm Paul Zimmermann (* 26. Februar 1854 in Vorsfelde; † 13. Februar 1933 in Kunrau) war ein deutscher Historiker und Archivar in Wolfenbüttel.

## Leben und Werk
Zimmermann war der Sohn des späteren Senatspräsidenten des Braunschweigischen Oberlandesgerichts Rudolf Zimmermann († 1890) und dessen Frau Luise Bode, der Tochter des Magistratsdirektors in Braunschweig Wilhelm Bode. Nach dem Abitur an der Großen Schule in Wolfenbüttel studierte er Geschichte und Philologie in Leipzig, München und Heidelberg. Von 1876 bis 1924 war der promovierte Historiker am Landeshauptarchiv in Wolfenbüttel, seit 1890 als Nachfolger von Karl von Schmidt-Phiseldeck dessen Direktor und 1908 zum Geheimen Archivrat ernannt. 1914 wurde er zum korrespondierenden Mitglied der Göttinger Akademie der Wissenschaften gewählt. In den Jahren 1920 und 1926/27 leitete er als geschäftsführender Direktor die Herzog August Bibliothek in Wolfenbüttel.
Zimmermanns Verdienste liegen in der Erarbeitung der Geschichte von Stadt und Land Braunschweig. Er war Herausgeber und Mitarbeiter verschiedener Schriften und Veröffentlichungen zur Geschichte von Stadt und Land Braunschweig, so beispielsweise des Braunschweigischen Magazins, des Jahrbuchs des Geschichtsvereins für das Herzogtum Braunschweig und des Jahrbuchs des Braunschweigischen Geschichtsvereins. Er verfasste unter anderem diverse Biografien für die Allgemeine Deutsche Biographie.
Paul Zimmermann war Mitglied der Kleiderseller. Er pflegte vielfältige Kontakte, beispielsweise zu dem humoristischen Dichter Wilhelm Busch, der sich häufig in seinem Urlaubsdomizil Wolfenbüttel aufhielt. Zimmermann ist auf dem Wolfenbütteler Hauptfriedhof bestattet. Sein umfangreicher Nachlass enthält unter anderem Sammlungen zu Biografien braunschweigischer Persönlichkeiten und befindet sich im Staatsarchiv Wolfenbüttel.
Eine Gedenktafel an seinem Wolfenbütteler Wohnhaus, dem spätbarocken Haus Stadtmarkt 15, erinnert an Paul Zimmermann.

## Familie
Zimmermann verheiratete sich am 28. August 1880 mit Martha Pfaff, Tochter des Kreisrichters in Wolfenbüttel Erich Pfaff. Aus der Ehe stammen die Tochter Gertrud Zimmermann (* 19. August 1881), der Sohn Rudolf Zimmermann (* 13. März 1884 – 1962), Forstmann, der Sohn Ernst Heinrich Zimmermann (1886–1971) und die Tochter Helene Zimmermann (* 14. November 1891).
Rudolf war zuletzt bis 1945 Oberforstmeister des Amtes Heimburg im Ostharz (im Dienst des Herzogs Ernst August von Braunschweig), von 1945 bis 1949 Leiter der Forstverwaltung im Jägerhof Riddagshausen. Von 1950 bis zum Tode wohnte er im elterlichen Haus am Stadtmarkt in Wolfenbüttel. Er war Vorsitzender der Wolfenbütteler Ortsvereinigung der Raabe-Gesellschaft.